# Théorème de Stampacchia
Le théorème de Stampacchia est un théorème d'analyse fonctionnelle. C'est un raffinement du théorème de Lax-Milgram.

## Énoncé
Soient
- {\displaystyle {\mathcal {H}}} un espace de Hilbert réel muni de son produit scalaire noté {\displaystyle \langle .,.\rangle } (la norme induite étant notée {\displaystyle \|u\|=\langle u,u\rangle ^{1/2}}).
- {\displaystyle K~} une partie convexe fermée non vide de {\displaystyle {\mathcal {H}}}
- {\displaystyle a(.\ ,.)~} une forme bilinéaire qui soit
  - continue sur {\displaystyle {\mathcal {H}}\times {\mathcal {H}}} : {\displaystyle \exists \,c>0\quad \forall u,v\in {\mathcal {H}}\quad \|a(u,v)\|\leq c\|u\|\|v\|\quad }
  - coercive sur {\displaystyle {\mathcal {H}}} : {\displaystyle \exists \,\alpha >0\quad \forall u\in {\mathcal {H}}\quad \ a(u,u)\geq \alpha \|u\|^{2}\quad }
- {\displaystyle L(.)~} une forme linéaire continue sur {\displaystyle {\mathcal {H}}}

Sous ces conditions, il existe un unique {\displaystyle u} de {\displaystyle K} tel que
{\displaystyle (1)\quad \forall \ v\in K\quad a(u,v-u)\geq L(v-u)\quad }
Si de plus la forme bilinéaire {\displaystyle a} est symétrique, alors ce même {\displaystyle u} est l'unique élément de {\displaystyle K} qui minimise la fonctionnelle {\displaystyle I:{\mathcal {H}}\rightarrow \mathbb {R} } définie par {\displaystyle I(v)={\tfrac {1}{2}}a(v,v)-L(v)} pour tout {\displaystyle v~} de {\displaystyle K~}, en particulier :
{\displaystyle (2)\quad \exists !\ u\in K\quad I(u)=\min _{v\in K}I(v)}

## Démonstration

### Cas général
Par application du théorème de Riesz sur les formes linéaires continues, il existe un vecteur {\displaystyle f\in {\mathcal {H}}} tel que
{\displaystyle \forall v\in {\mathcal {H}},\quad Lv=\langle f,v\rangle .}
Par application de ce même théorème aux formes bilinéaires continues, il existe un endomorphisme linéaire continu {\displaystyle A\in {\mathcal {L}}({\mathcal {H}})} tel que
{\displaystyle \forall u,v\in {\mathcal {H}},\quad a(u,v)=\langle Au,v\rangle .}
De plus, la norme de A est égale à celle de a, d'où
{\displaystyle \qquad (3)\quad \forall \ u\in {\mathcal {H}}\quad \|A(u)\|\leq c\|u\|}
Avec ces éléments, la relation (1) s'écrit de manière équivalente
{\displaystyle \exists !\,u\in K\quad \forall v\in K\quad \langle f-A(u),v-u\rangle \leq 0}
Pour tout réel {\displaystyle r} strictement positif, c'est également équivalent à
{\displaystyle \exists !\,u\in K\quad \forall v\in K\quad \langle rf-rA(u)+u-u,v-u\rangle \leq 0}
Ce qui, en utilisant le théorème de projection sur un convexe fermé, se réécrit
{\displaystyle \exists !\,u\in K\quad u=p_{K}(rf-rA(u)+u)}
où {\displaystyle p_{K}} est l'opérateur de projection sur {\displaystyle K}. Ainsi, pour prouver le théorème, il suffit de montrer que pour un certain {\displaystyle r>0}, il existe un unique {\displaystyle u\in K} qui vérifie l'équation de point fixe {\displaystyle u=P_{r}(u)} où l'application {\displaystyle P_{r}:K\rightarrow K} est définie par {\displaystyle P_{r}(v)=p_{K}{\big (}rf-rA(v)+v{\big )}}.
Pour cela, choisissons {\displaystyle r} de telle façon que {\displaystyle P_{r}} soit une application contractante. Soient {\displaystyle x} et {\displaystyle y} deux éléments de {\displaystyle K}. Comme l'opérateur de projection {\displaystyle p_{K}} est 1-lipschitzien, on a
{\displaystyle \|P_{r}(x)-P_{r}(y)\|\leq \|x-y-rA(x-y)\|}
D'où
{\displaystyle \|P_{r}(x)-P_{r}(y)\|^{2}\leq \|x-y\|^{2}+r^{2}\|A(x-y)\|^{2}-2r\langle x-y,A(x-y)\rangle }
Comme la forme bilinéaire {\displaystyle a} est coercive, on a {\displaystyle \langle A(x-y),x-y\rangle =a(x-y,x-y)\geq \alpha \|x-y\|^{2}}. Par ailleurs, en utilisant la relation (3), on a l'inégalité {\displaystyle \|A(x-y)\|\leq c\|x-y\|}. Par conséquent,
{\displaystyle \|P_{r}(x)-P_{r}(y)\|^{2}\leq {\big (}1+r^{2}c^{2}-2r\alpha {\big )}\|x-y\|^{2}}
L'application {\displaystyle P_{r}} est contractante dès que {\displaystyle 1+r^{2}c^{2}-2r\alpha <1}, c'est-à-dire si on a {\displaystyle 0<r<2\alpha /c^{2}}. En choisissant un tel {\displaystyle r} et en utilisant le théorème de point fixe de Picard, on montre qu'il existe effectivement un unique {\displaystyle u\in K} tel que {\displaystyle u=p_{K}{\big (}rf-rA(u)+u{\big )}}, ce qui conclut la démonstration.

### Cas symétrique
Si la forme bilinéaire {\displaystyle a} est symétrique, on montre facilement qu'elle définit un produit scalaire sur {\displaystyle {\mathcal {H}}}. La coercivité implique que {\displaystyle a} est définie et positive. On note par {\displaystyle \langle .,.\rangle _{a}} ce produit scalaire qui est défini par :
{\displaystyle \forall x,y\in {\mathcal {H}}\quad \langle x,y\rangle _{a}=a(x,y)}
Par application du théorème de Riesz (Attention, pour utiliser le théorème de Riesz, il faut vérifier que l'espace muni du nouveau produit scalaire est bien de Hilbert : procéder par équivalence des normes) sur les formes linéaires, il existe un unique {\displaystyle f\in {\mathcal {H}}} tel que {\displaystyle L(v)=\langle f,v\rangle _{a}} pour tout {\displaystyle v\in {\mathcal {H}}}.
La relation (1) s'écrit alors de manière équivalente :
{\displaystyle \exists !\,u\in K\quad \forall v\in K\quad \langle f-u,v-u\rangle _{a}\leq 0}
En utilisant le théorème de projection sur un convexe fermé, on a de manière équivalente :
{\displaystyle \exists !\,u\in K\quad u=p_{K}^{a}(f)}
où {\displaystyle p_{K}^{a}} est l'opérateur de projection sur {\displaystyle K} utilisant le produit scalaire défini par {\displaystyle a}. La relation (1) est donc équivalente à :
{\displaystyle \langle f-u,f-u\rangle _{a}=\min _{v\in K}\ \langle f-v,f-v\rangle _{a}}
soit encore
{\displaystyle \langle u,u\rangle _{a}-2\langle f,u\rangle _{a}=\min _{v\in K}\left(\langle v,v\rangle _{a}-2\langle f,v\rangle _{a}\right)}
ou bien
{\displaystyle {\frac {1}{2}}a(u,u)-L(u)=\min _{v\in K}\left({\frac {1}{2}}a(v,v)-L(v)\right)},
ce qui conclut la démonstration.

## Applications
- Ce théorème sert notamment en mécanique où {\displaystyle I} est alors l'énergie potentielle ou complémentaire. C'est ce théorème qui donne les théorèmes énergétiques de mécanique.
- Il permet également de démontrer l'existence et l'unicité de formulations faibles à des formulations variationnelles d'équations aux dérivées partielles elliptiques.
- Voir un exemple d'application au problème de l'obstacle